# Бра (муніципалітет)
Бра (італ. Bra, п'єм. Bra) — муніципалітет в Італії, у регіоні П'ємонт, провінція Кунео.
Бра розташована на відстані близько 490 км на північний захід від Рима, 45 км на південь від Турина, 45 км на північний схід від Кунео.
Населення — 29 744 особи (2014). Щорічний фестиваль відбувається 8 вересня. Покровитель — Божа Матір Квіткова (Madonna dei Fiori).

## Демографія
Населення за роками:

Станом на 1 січня 2023 року в муніципалітеті офіційно проживало 4008 іноземців з 89 країн, серед них 859 громадян країн Євросоюзу та 44 громадяни України.

## Сусідні муніципалітети
- Каваллермаджоре
- Кераско
- Ла-Морра
- Покапалья
- Санфре
- Санта-Вітторія-д'Альба
- Вердуно